# Scaniarinken
Lo Scaniarinken è un'arena sportiva situata a Södertälje, in Svezia.

## Storia
Venne inaugurato il 2 ottobre 1970, giorno in cui il Södertälje SK batté il Djurgården per 5-2.
Rispetto ai 6 200 attuali, all'epoca l'impianto disponeva di 11 500 posti, di cui 3 500 a sedere e 8 000 in piedi. L'anno 1985 vide il Södertälje SK conquistare il settimo titolo nazionale della propria storia, il primo da quando si trasferì qui (visto che gli altri sei vennero vinti tra gli anni '20 e gli anni '50).
L'impianto fu di proprietà comunale fino a quando il Södertälje SK lo acquistò con l'intenzione di ricostruirlo in un'arena polifunzionale che potesse ospitare vari eventi. La ricostruzione venne completata nel 2005, anno in cui la struttura venne anche ribattezzata AXA Sports Center per motivi di sponsorizzazione. Questa convenzione terminò nel 2015, quando il comune riacquistò l'arena che tornò poi a chiamarsi con il nome originale di Scaniarinken a partire dal febbraio 2016.